# Liparochrus hackeri
Liparochrus hackeri là một loài bọ cánh cứng trong họ Hybosoridae. Loài này được Blackburn miêu tả khoa học năm 1912.